# Franz Seydelmann
Franz Seydelmann (Dresden, batejat el 8 d'octubre de 1748 - Dresden, 23 d'octubre de 1806) fou un compositor alemany i mestre de capella de la cort de Dresden.
Era fill d'un músic de la Capella Reial de Dresden, en la qual hi entrà molt jove, va ser enviat pel príncep elector a completar els seus estudis musicals a Itàlia, on hi va romandre durant cinc anys (1765-1770). El 1772 fou nomenat compositor i director de la música d'església de la cort, alternant en aquest càrrec amb el seu condeixeble Joseph Schuster. tots dos també s'encarregaren de la direcció de l'Òpera italiana i el 1787 foren nomenats mestres de capella.
Les seves composicions són molt nombroses: diverses òperes; 36 Misses; un Rèquiem; 40 Salms; un Stabat Mater; 37 Ofertoris, moltes cantates, duos, lieder, sonates per a piano, etc...

## Òperes
- La serva scaltra (opera buffa, 1773, Dresden)
- Der Kaufmann von Smyrna (Singspiel, 1778, Dresden; perduda)
- Arsene (Die schöne Arsene) (Singspiel, llibret de A. G. Meissner, dopo. C.-S. Favart), 1779, Dresden)
- Der Tartarische Gesetz (Singspiel, llibret de F. W. Gotter, 1779; perduda)
- Sammlung der vorzüglichsten, noch ungedruckten Arien und Duetten des deutschen Theaters (Singspiel, 1780, Lipsia)
- 'Der lahme Husar (komische Oper, llibret de F. C. Koch, 1780, Lipsia)
- Il capriccio corretto (opera buffa, llibret de Caterino Mazzolà, 1783, Dresden)
- Der Soldat (komische Oper, 1783, Gotha)
- La villanella di Misnia (opera buffa, llibret de Caterino Mazzolà, 1786, Dresden)
- Il mostro, ossia Da gratitudine amore (opera buffa, llibret de Caterino Mazzolà, 1786, Dresden)
- Il turco in Italia (opera buffa, llibret de Caterino Mazzolà, 1788, Dresden)
- Amore per oro (opera buffa, llibret de Caterino Mazzolà, 1790, Dresden)
- Le fils reconnaissant (Singspiel, 1795, Oels)